# Premio Emakunde a la Igualdad
El Premio Emakunde a la Igualdad es un reconocimiento público a la actuación de aquellas personas físicas o jurídicas, públicas o privadas, que se hayan distinguido por su labor en el ámbito de la igualdad de mujeres y hombres concedido anualmente por el Instituto Vasco de la Mujer Emakunde.

## Historia
Los Premios Emakunde se entregaron por primera vez en 1990 para reconocer la labor de los y las profesionales de los medios de comunicación. Posteriormente, en 1995, se incorporó a los premios el ámbito de la publicidad y, en 1997, los de educación y deporte. Durante quince años, fueron galardonadas con los premios Emakunde más de sesenta personas y fueron jurado más de un centenar de personas profesionales destacadas en cada uno de los ámbitos.
En 2006 estos premios se transformaron en uno, el Premio Emakunde a la Igualdad, dando un giro en la estructura del galardón, apostando por una única persona o entidad premiada. La finalidad del nuevo Premio Emakunde es la de destacar y reconocer públicamente la actuación de aquellas personas físicas o jurídicas, públicas o privadas, que se hayan distinguido por su labor en el ámbito de la igualdad de mujeres y hombres, realizando acciones, trabajos o proyectos que hayan supuesto la mejora de los aspectos significativos en el reconocimiento del trabajo de las mujeres y de su empoderamiento o contribuyan con su trayectoria de manera destacada a la valoración y dignificación del papel de la mujer, o en la promoción de igualdad de derechos y oportunidades entre sexos.

## Entidades/Personas galardonadas
| Entidades/Personas galardonadas con el Premio Emakunde |

| Año  | Entidad                                                                                              |
| ---- | --- |
| 2006 | Mari Jose Urruzola (1941).                                                                           |
| 2007 | Asociación Bagabiltza                                                                                |
| 2008 | Asamblea de Mujeres de Bizkaia.                                                                      |
| 2009 | Asociación "Lilaton Taldea".                                                                         |
| 2010 | Teresa del Valle (1937).                                                                             |
| 2011 | Alarde Igualitario de San Marcial de Irún y la Compañía Jaizkibel de Hondarribi.                     |
| 2012 | Módulos de asistencia psicosocial de Bilbao.                                                         |
| 2013 | La Posada de Los Abrazos.                                                                            |
| 2014 | Fórum Feminista María de Maeztu.                                                                     |
| 2015 | Red de Mujeres del Medio Rural de Álava y la asociación de mujeres rurales Hitzez.                   |
| 2016 | Marta Macho Stadler (1962).                                                                          |
| 2017 | Virginia Imaz Quijera (1962).                                                                        |
| 2018 | Máster de Igualdad de la UPV-EHU y Máster de intervención en violencia contra las mujeres de Deusto. |
| 2019 | Concepción María Carranza.                                                                           |
| 2020 | Asociación Askabide.                                                                                 |
| 2021 | Lucía Martínez Odriozola (a título póstumo), al diario Berria y a la revista Pikara Magazine.        |
| 2022 | Asociación Ongiz.                                                                                    |